# تپه قصلان
تپه قصلان مربوط به دوران پیش از تاریخ ایران باستان تا دوران‌های تاریخی پس از اسلام است و در شهرستان قروه، بخش مرکزی، روستای قصلان واقع شده و این اثر در تاریخ ۹ اردیبهشت ۱۳۸۲ با شمارهٔ ثبت ۸۵۲۴ به‌عنوان یکی از آثار ملی ایران به ثبت رسیده است.